# RIA.com Marketplaces
RIA.com Marketplaces — естонська компанія зі штаб-квартирою в Таллінні, яка розробляє і керує онлайн-платформами AUTO.RIA.com, DOM.RIA.com, AGRO.RIA.com, RIA.com, RIA.by і DomRIA.eu.
RIA.com Marketplaces OÜ займає зі своїм порталом оголошень 23-е місце в світовому рейтингу порталів, і 5-е місце серед незалежних порталів. Володіє двома дочірніми компаніями в Естонії і Україні з офісами в Таллінні, Києві та Вінниці.

## Історія
У грудні 2013 року International Online Transactions OÜ придбала 99 % ТОВ Інтернет-Реклама РІА, а в січні 2014 року — 99 % ARS ONLINE OÜ. 18 квітня 2018 року International Online Transactions OÜ була перейменована в RIA.com Marketplaces OÜ.

## Продукти компанії

### AUTO.RIA.com
Вебсайт посідає 6-те місце у списку найбільших сайтів в світі з продажу автомобілів за версією Similarweb. Портал фізично перевіряє автомобілі перед продажем. На кожне оголошення припадає 16 перевірок. За 2017 рік сайт відвідали понад 1,2 мільярда разів.

### DOM.RIA.com
DOM.RIA.com — платформа № 1 серед українських онлайн-бірж нерухомості. У середині 2015 року компанія RIA.com розпочала зйомки об'єктів нерухомості з кутом огляду 360° для українських користувачів сайту.

### RIA.com
RIA.com посідає 3-тє місце в рейтингу українських вебсайтів у категорії е-комерс та маркетплейс за даними вебаналітики від компанії SimilarWeb.

### AGRO.RIA.com
AGRO.RIA — онлайн платформа, яка є відгалуженням AUTO.RIA, орієнтована на сільськогосподарський сектор.